# Daye
Daye (大冶市S, DàyěP) è una città-contea della Cina, situata nella provincia di Hubei e amministrata dalla prefettura di Huangshi.